# Glasgows historia
| Glasgows historia |
| --- |
| Landskap vid Tarbert Castle, Skottland, av Hans Gude (1877). - Grundare – Aposteln Sankt Mungo reste i Kungariket Strathclyde och byggde en kyrka vid floden Clyde. Omkring 1180 grundade Vilhelm I av Skottland staden Glasgow. - Medeltiden – Glasgows katedral byggdes och University of Glasgow grundades. Glasgow blev en viktig handelsstad. - Industriella revolutionen – James Watt uppfann ångmaskinenen. Skeppsvarv och textilindustrier växte upp och Glasgow blev en storstad. |

Glasgows historia är historien om Glasgow, Skottlands största stad. Staden utgick från en begravningsplats, ett kloster (från 550) och en katedral (invigd 1136). Universitetet grundades 1451. Från 1600-talet utvecklades handeln, och Port Glasgow (anlagd 1668) har blivit en av de viktigaste hamnarna i Storbritannien. Glasgow växte starkt under industrialiseringens tidevarv.

## Medeltiden
Stadens historia började när romarna lämnade Britannien 410 e.Kr. Aposteln Ninian reste till Kaledonien för att kristna pikterna. Där bifloden Molendinar Burn rinner ut i floden Clyde helgade han en begravningsplats. Omkring år 550 byggde Saint Mungo ett kloster på denna plats. På 1100-talet byggdes en katedral ovanpå den gamla kyrkan. Katedralen invigdes 1136 och aposteln, kallad Mungo, blev skyddshelgon för staden.
Ungefär samtida med Mungo byggdes en kyrka i den gamla byn Govan 4 kilometer väster om Mungos kyrka. På 600-talet grundade kungen av Strathclyde ett kloster vid kyrkan. Glasgows katedral började byggas i början av 1100-talet och invigdes 1136 av kung David I av Skottland. Staden blev biskopssäte 1175 med Jocelyn av Glasgow som första biskop. Omkring 1180 grundade Vilhelm I av Skottland staden med biskopssäte och representation i Skottlands parlament. Den första bron över floden Clyde byggdes 1285. Staden låg strategiskt mellan högländerna och lågländerna, mellan Edinburgh i öster och västkusten.

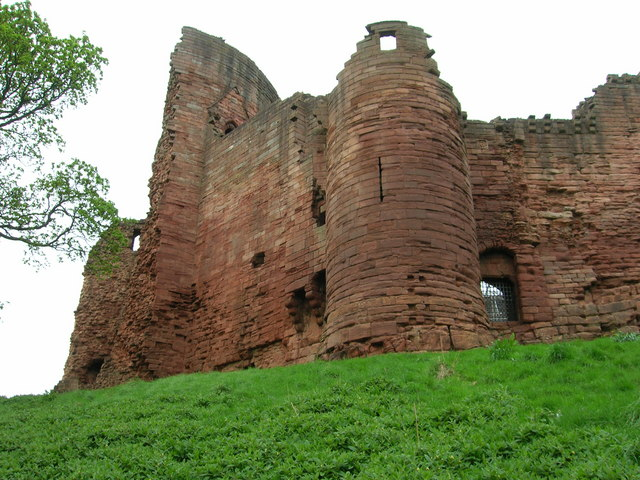
Bothwell Castle vid Clyde i Lanarkshire

År 1286 dog kung Alexander III av Skottland utan arvinge och de skotska frihetskrigen bröt ut. Edvard I av England invaderade Skottland vann slaget vid Dunbar (1296), men mötte motstånd från William Wallace. 1301 gick Edvards styrkor in i Glasgow och begärde att invånarna skulle bygga ett belägringstorn och tillhandahålla utrustning och vagnar och transportera allt till Boswell Castle vid floden Clyde.
Glasgows universitet grundades 1451 av Jakob II av Skottland med stöd av påven Nicolaus V som ville säkra den Romersk-katolska undervisningen. Glasgows katedral blev ärkestift 1492.

## Tidigmodern tid
På 1500-talet ökade handel och skråväsendet blev starkare, samtidigt som kyrkans makt minskade. Handelsmän och skräddare utgjorde 10 procent av befolkningen i slutet på århundradet. År 1603 dog Elizabeth I av England utan arvinge. Jakob VI av Skottland blev även kung av England och antog titeln Jakob I av England. Detta gynnade Glasgow, och handel med linne från Skottland i utbyte mot diverse hårdvaruprodukter ökade dramatiskt. Staden hyrde mark vid flodmynningen och anlade Port Glasgow, som blev en av Storbritannien viktigaste hamnar.

## Handel och industri

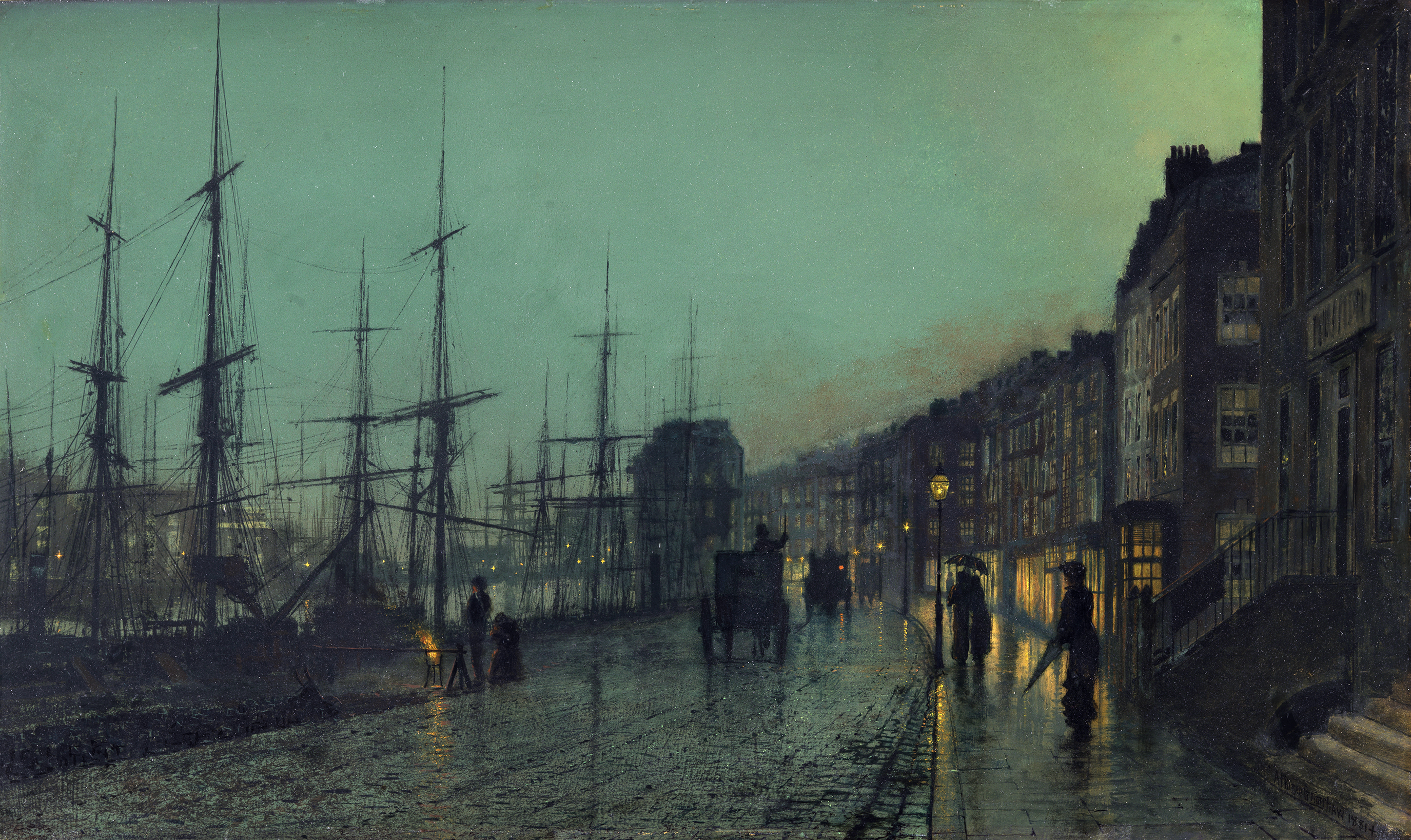
Fartyg på floden Clyde 1881 av John Atkinson Grimshaw

### Atlanttrafiken
Från 1630 började tobak exporteras från Virginia till Europa 1651 införde England en lag att alla varor från New England och varor till England måste transporteras på engelska fartyg. Handelsmän från Glasgow fraktade illegalt tobak på egna fartyg och blev kända som Tobacco Lords.
När Skottland och England förenades 1707 fick skotska fartyg tillgång till denna lukrativa handel. Handel med tobak och andra varor från Amerika ökade och hamnarna i Port Glasgow och Greenook växte och magasin byggdes.
Tobakshandeln blev en del av triangelhandeln. Storbritannien exporterade vapen och järnvaror till kolonier i Västafrika i skotska och engelska fartyg. Därifrån förde fartygen slavar till sockerplantager i Västindien eller tobaksplantager i  Nordamerika. På returresan fraktades mest tobak och bomull.

### Textilindustrin
Från slutet av 1600-talet exporterade Skottland stora mängder linne till England. Glasgow var centrum för textilindustrin och sysselsatte 12 000 personer år 1770. Export av textilier till de engelska kolonierna i Nordamerika gick över Glasgow. I slutet av 1700-talet började det Brittiska ostindiska kompaniet importera muslin från Brittiska Indien, vilket påverkade textilindustrin i Glasgow. Samtidigt uppfann engelsmannen Hargreaves Spinning Jenny.

## Industriella revolutionen
Industriella revolutionen anses börja 1708 då Abraham Darby uppfann en effektivare metod att framställa järn och Thomas Newcomen uppfann ångmaskin. James Watt var instrumentmakare, anställd vid Glasgows universitet från 1759 och arbetade med förbättringar av ångmaskiner. Han fick patent på sin lösning 1775, flyttade till Birmingham och grundade ångmaskinsfabriken Boulton & Watt.
Glasgow gränsar till Lanarkshire och grevskapet är mycket rikt på kol och mineraltillgångar. Kolfälten började exploateras under senare delen av 1800-talet. 1872 bildades Dalzell järn och stålbolag i Motherwell och expandera till det största stålföretaget i Storbritannien.

### Skeppsbyggeri
De första varven vid floden Clyde låg i Govan och Greenock. Varvet i Greenock grundades 1711 av John Scott och där byggdes mindre fartyg för kusttrafik. I slutet på århundradet byggdes även större fartyg för oceanfart. Marknaden expanderade och flera varv etablerades, bland annat i Dumbarton norr om flodmynningen och Port Glasgow i söder.
I slutet av 1700-talet påbörjades arbeten för att göra Clyde mer navigeringsbar. Vid sandbankar byggdes vågbrytare för att minska erosion och floden muddrades så att djupet ökade till 4,3 meter vid ebb.
1812 byggdes det första handelsångfartyget Comet i Europa. Hjulångaren, byggd vid det gamla varvet i Govan, gick i trafik mellan Helensburgh, Greenock och Glasgow.

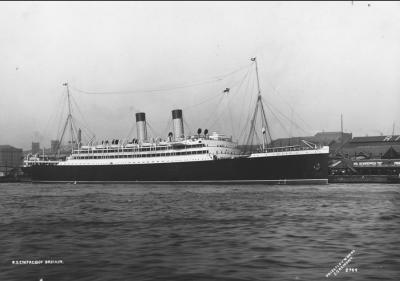
RMS Empress of Britain byggd vid Fairfield shipyard 1905

År 1823 fick mariningenjören Robert Napier från Dumbarton i uppdrag att bygga en ångmaskin till hjulångaren Leven. Ångmaskinen blev så bra att Napier startade en fabrik i Govan och 1841 byggdes även fartyg vid Napiers varv. Vid hans verkstäder fick unga män praktisera och flera startade mekaniska verkstäder och skeppsvarv. John Elder startade Fairfield shipyard 1860 vid det gamla varvet i Govan. Bröderna Thomson startade varvet J&G Thompson i Govan 1841. Snart blev fartygen större och J&G Thompson köpte mark på norra stranden en mil väster om Glasgow. Samhället fick namnet Clydbank. 1897 sålde familjen Thomson företaget till John Brown and Company.

## Sport
Golf är en sport som uppfanns i Skottland. Glasgow Golf Club grundades 1787 och är en av de tio äldsta golfklubbarna.
I slutet av 1800-talet blev fotboll populärt och två klubbar såg dagens ljus, Rangers FC 1872 och Celtic FC 1887. Kvinnor ville också spela fotboll och British Ladies Football Club bildades 1895 med Florence Dixie som ordförande. Den första matchen i damfotboll ägde rum i Edinburgh den 9 maj 1881. En vecka senare skulle en match spelas i Glasgow med 5 000 åskådare. Men det väckte ett sådant raseri att matchen fick avbrytas.

## 1900-talet

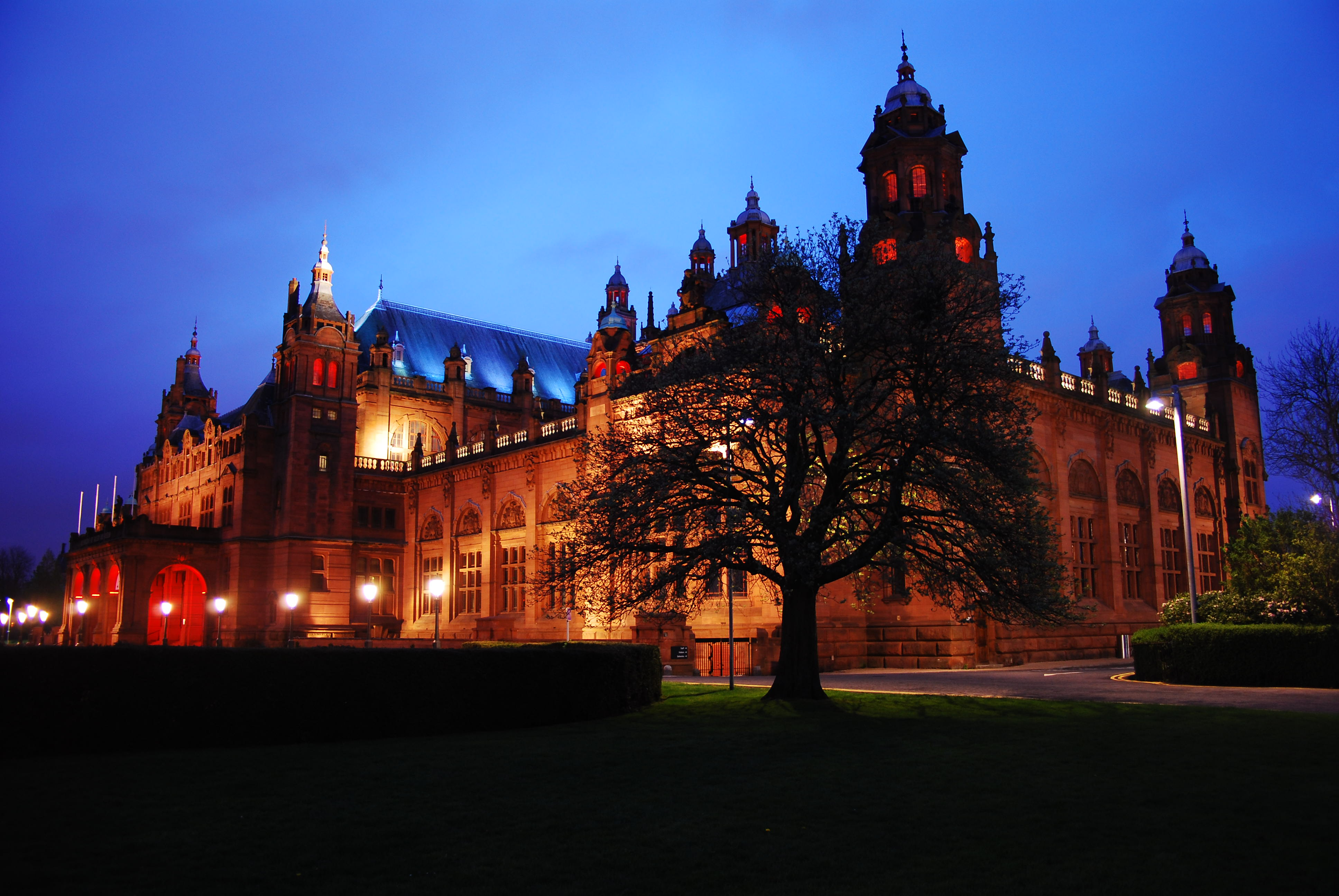
Konstmuseet i Glasgow

1900-talet börjar med en världsutställning, Glasgow International Exhibition (1901). Konstmuseets byggnad finns kvar och är Storbritanniens mest besökta museum utanför London.
Den 5 april 1902 kollapsar en läktare i Ibrox Stadium under en fotbollsmatch mellan Skottland och England. 26 personer omkommer och 500 skadas.
Skeppsvarven skapade många större och mindre företag inom verkstadsindustrin och Glasgow blev en ledande industristad. 1905 levererade Fairfields Shipyard slagskeppet HMS Commonwealth till Royal Navy och året därpå RMS Empress of Britain till CP Ships i Kanada. 1907 levererade John Brown and Company atlantångaren RMS Lusitania till Cunard Line.

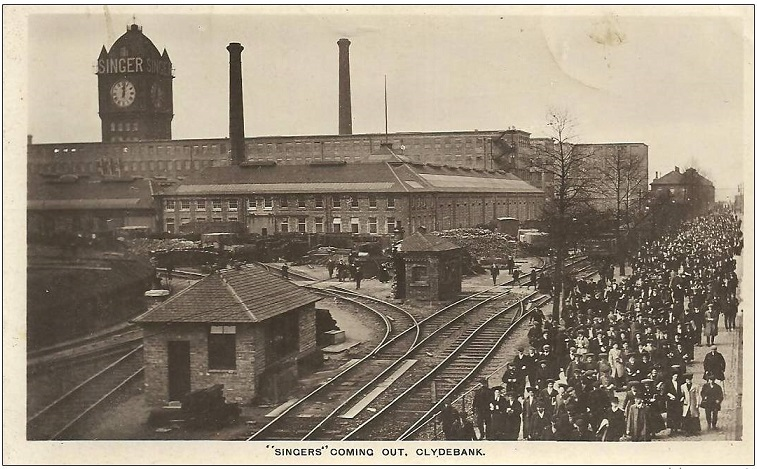
Arbetare lämnar Singers fabriker i Clydebank

Arbetsförhållande var mycket dåliga och arbetarna bodde trångt och ohälsosamt. 1911 inträffade en strejk vid Singers fabriker i Clydebank. Företaget hade infört nya regler för att öka produktiviteten samtidigt som lönerna minskade. Tolv kvinnliga arbetare lade ner sitt arbete och efter några dagar sympatiserade de flesta av företagets 11 000 arbetarna och gick i strejk.

### Första världskriget
År 1914 ställdes Glasgows varv och verkstadsindustri om för produktion av vapen och krigsmateriel. Ingenjörer och arbetare tillverkade stridsvagnar, örlogsfartyg, flygplan, kanoner och bomber. Kvinnor arbetade i skift i ammunitionsfabriker med nitroglycerin, svavelsyra och bomullskrut. Olyckor och förgiftningar var vanliga.

### Mellankrigstiden

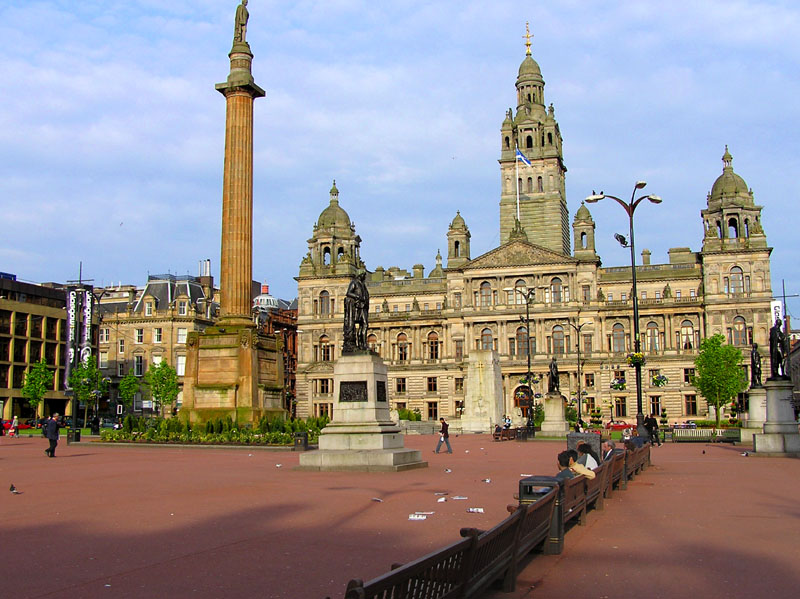
George Square med City Chambers

Efter första världskriget minskade verkstadsindustrin även om varven fick beställningar på handelsfartyg. I januari 1919 samlades 60 000 demonstranter på George Square i centrala Glasgow och krävde 40-timmars arbetsvecka och hotade med strejk. Brittiska regeringen var rädd för revolution och skickade soldater för att stödja Glasgow polismyndighet.
Glasgow drabbades liksom hela Skottland av den stora depressionen på 30-talet. Arbetslöshet, dåliga bostäder och sjukdomar var stora problem för arbetarklassen. Många katolska irländare hade sökt sig till Glasgow och fått arbete på varv och andra industrier. På 30-talet blev Glasgow mer segregerad och religionskrig blossade upp. Även fotbollsklubbarna slogs mot varandra, Rangers i västra Glasgow och Celtic i östra.

### Andra världskriget

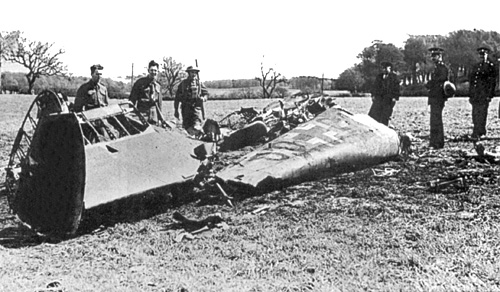
Rudolf Hess flygplan störtade vid Bonnyton Moor

Under två nätter i mars 1941 bombades skeppsvarven i Clydebank av tyska Luftwaffe. 528 människor dog och 12 000 hus förstördes.
Den 10 maj samma år störtade ett tyskt jaktplan nära byn Eaglesham 10 kilometer söder om Glasgow. Piloten, Rudolf Hess räddade sig i fallskärm och blev omhändertagen av hemvärnet. Hess begärde att få träffa flygöversten Douglas Douglas-Hamilton för att diskutera en allians mellan Storbritannien och Tyskland mot Sovjetunionen. Hess begäran avslogs och han förhördes av MI6 och tillbringade resten av kriget i brittiska fängelser.

### Efterkrigstiden
Glasgow hade drabbats hårt av kriget. Varvsindustrin kom igång för att ersätta alla förlorade handelsfartyg, men fick konkurrens från Japan och europeiska låglöneländer. Mindre varv lades ner och de större varven gick samman i Upper Clyde Shipbuilders. 1971 lades UCS ner vilket också drabbade många underleverantörer. Arbetslöshet, dåliga bostäder och luftföroreningar förgiftade staden. Industrin diversifierades, och 1957 genomfördes röntgenundersökning av 700 000 invånare för att behandla lungsjukdomar. Slumområden revs och nya bostadshus upp till 19 våningar byggdes. Utbildning reformerades och två nya universitet tillkom, University of Strathclyde och Glasgow Caledonian University. Glasgow blev europeisk kulturhuvudstad 1990.